# Мингечевирский троллейбус
Мингечевирский троллейбус — закрытая сеть общественного электротранспорта города Мингечевира (Азербайджан). Троллейбусная линия официально была открыта 15 апреля 1989 года, однако пробные рейсы были запущены раньше, 19 марта того же года. 
В апреле 2006 года движение было остановлено, троллейбусы законсервированы на территории отстойной площадки.

## Маршруты[3][4]
1. Садоводческое хозяйство — посёлок АзГРЭС
2. Варвары — Депо — Варвары
3. Дормаш — Депо